# Szászhermány
Szászhermány (románul: Hărman, németül: Honigberg, szászul: Huntschprich) falu Romániában, Brassó megyében. Brassó városától tíz kilométerre északkeletre, az Olt nagy kanyarulatától délre fekszik. Szászhermány község központja, lakosainak száma 2011-ben 4659 fő volt.
Szászok alapították a Német Lovagrend barcasági tartózkodásának idején, valószínűleg 1220 körül, és ebben az időszakban kezdték építeni nagytemplomát is. Legelső okleveles említése 1240-ből származik. A 15. században a török fenyegetettség hatására megkezdték egy templomerőd építését, és a 16–17. században a helyiek számos támadást vészeltek át az ellenálló templomerődben. A 20. század végén a szászok kivándoroltak, a 21. század elején a lakosság túlnyomó részét a románok képviselik.
Területe nedves, részben mocsaras; földje termékeny, mely kedvez a mezőgazdaságnak. A falu lakosainak fő foglalatossága a középkortól a 20. század végéig a mezőgazdaság volt, az iparosítás elkerülte a települést. A 21. század elején a lakosság számottevően nőtt, azonban ez nem a természetes szaporulatnak, hanem elsősorban a betelepülésnek köszönhető; jellemző a Brassóból ide (és a többi szomszédos településre) történő elvándorlás. A munkaerő nagy része Brassóba vagy Prázsmárra ingázik.
A település látványossága a központban álló evangélikus erődtemplom, melyben múzeum működik: mind az erőd, mind pedig a templom látogatható. A falu területén található továbbá a Lempes-hegy és a Szászhermányi láp, melyeket természetvédelmi területként tartanak nyilván.

## Neve és címere
Magyar (Hermány) és román (Hărman) nevét a legtöbb történész egy Hermann nevű alapítótól vagy elöljárótól származtatja, Kovács Lehel István megemlít egy olyan véleményt, mely szerint a névadó maga Salzai Hermann, a Német Lovagrend nagymestere és államának alapító atyja volt. Orbán Balázs a székely Hermán nemzetségtől, Benkő József pedig a forrást jelentő „érmány” szóból vagy pedig Hermész görög istentől eredezteti. A román Hărman valószínűleg a magyar elnevezés átvétele, ugyanis ha a német személynévből származna, akkor Hărmănești alakban honosodott volna meg.
A német Honigberg és a latin Mons Mellis jelentése „mézhegy”, és néhányan azt feltételezték, hogy a helyi méhekkel vagy méhészkedéssel van kapcsolatban; Orbán Balázs megemlít egy legendát a környéken tanyázó vadméhekről, melyek mézét a telepesek felhasználták. Gernot Nussbächer szerint azonban a szászok korábbi németországi otthonaikról neveztek el több újonnan alapított barcasági falut, így Honigberget is (Koblenztől, a Német Lovagrend egyik központjától délre találhatók Honigberg, Heldsdorf, Weidenbach, Nussbach, Rosenau stb. nevű falvak, melyek ugyanakkor barcasági települések német nevei is).
A név különböző változatai: Mons Mellis (1240, 1377), Herman (1243, 1404), Honchperg (1415), Honichperg (1420), Hermanfalw (1422, 1426), villa regalis Herman és Honigperg (1484), Hermány (1706). A magyar elnevezés Szász- előtagját legelőször 1784-ben jegyzik („a Bartzabéli Szász-Hérmányba”). A 19. század közepén állandósulnak a jelenlegi elnevezések: (Szász-)Hermány, Honigberg, Herman(u).
Címere egy földgömbön (más ábrázolásokban gyűrűn) álló T és F betű; a szász történészek szerint jelentésük Frater Teutonicus (Német Lovagrend). A régebbi ábrázolásokon a bal oldalon egy rózsa, a jobb oldalon egy tulipán is megjelenik.

## Földrajz
Brassó megye keleti részén, a barcasági síkság közepén fekszik, 530 méter tengerszint feletti magasságban. Brassó városától tíz kilométerre északkeletre, az Olt nagy kanyarulatától négy kilométerre délre helyezkedik el; áthalad rajta a DN11-es főút, illetve a 400-as vasúti fővonal. Van saját vasútállomása, ezenfelül autóbusszal is megközelíthető.
A falutól délre, Brassó és Hétfalu irányába nagy kiterjedésű, száraz, gazdag szántóföldek találhatók. Az északra eső, az Oltig terjedő területet a régi időkben tölgyerdő borította, de ebből mára csak néhány festői facsoport maradt meg. Nyugat, északnyugat felé a föld nedves, a talajvíz sok helyen a felszínre tör, így dús, füves területek vannak itt. A mocsaras területet vízelvezető árkokkal alakították át legelőkké, csak a Lempes alatt maradt meg a forrásláp részben eredeti állapotában (ez a Szászhermányi láp, melyet Natura 2000 természetvédelmi területként tartanak nyilván). Tavasszal ott virágzik a lisztes kankalin (Primula farinosa), nyáron pedig a barcasági istác (Armeria maritima ssp. barcensis), az egyetlen pázsitszegfűféle, amely ezen a környéken található.
A falutól két kilométerre nyugatra fekszik a Lempes-hegy, négy kilométerre északra pedig a bővizű Hidegkút (Kalte Brunnen) forrás; mindkettő a helyiek kedvelt kirándulóhelye. A Hidegkúttól északra elterülő, az Oltig húzódó nedves rétek látványossága a mocsári kockásliliom (Fritillaria meleagris), a tavaszi és őszi madárvonulás idején pedig számos mocsári madár népesíti be.
Mérsékelt kontinentális éghajlat jellemzi, amelyet az északnyugat felől érkező légmozgások uralnak; az éves átlaghőmérséklet 7,6 °C, a csapadék 609 mm. Közvetlen közelében nincsenek magaslatok, így ki van téve a zord szeleknek. A település területén néhány kisebb patak van, ezenfelül áthalad rajta egy csatorna, amely Hosszúfaluban ágazik ki a Szentpéteri patakból, mely a maga során a Garcsin-patakból ágazik el; ez régen malmokat hajtott.

## Története
Szászhermány területén már a kora újkőkorszakban állandó, földműves települések voltak: régészeti feltárások során Körös-kultúrai illetve Cucuteni kultúrai kerámiákat találtak. A Lempes területén végzett ásatásoknál bronzkori leletek kerültek elő, a kora vaskor Hallstatti kultúrájára pedig számos, az egész térségben található kerámialelet utal. Az 1960-as években végzett feltárások géta–dák kerámiákat találtak a Lempes környékén, melyekből egy i. e. 3. századi dák település jelenlétére következtettek. Ez volt az egyetlen ismert barcasági dák település ebből az időszakból, és a leletekből ítélve egészen a római hódításig, vagy még későbbig létezett. A népvándorláskor alatt elnéptelenedett, a következő tárgyi emlékek a 8–9. századból maradtak fenn.
Szászhermány megalapítása a Német Lovagrendhez köthető, amelyet II. András magyar király 1211-ben hívott be Erdélybe és telepített le a Barcaságon határőri feladatok ellátására, velük párhuzamosan pedig szász telepesek is érkeztek a Rajna és a Mosel folyó vidékéről. A lovagok és a telepesek engedélyt kaptak templomok építésére és települések létesítésére, és valószínűleg a lovagrend barcasági tartózkodásának idején (feltételezések szerint 1218–1223 között) körvonalazódott Szászhermány települése is. Ebben az időszakban kezdték építeni Szent Miklósnak szentelt nagytemplomát is, és legelső okleveles említése 1240-ből származik, melyben IV. Béla magyar király „Mons Mellis” templomát a kerci kolostornak rendelte alá. Ez az okmány tartalmazza Prázsmár, Barcaszentpéter, és Barcaföldvár legelső említését is.
A 13. századi tatárjárások nagy pusztítást okoztak a Barcaságon, és nyilván Szászhermány fejlődését is visszavetették. Következő említése 1377-ből származik, amikor I. Lajos egy kiváltságlevélben megerősíti Brassó és a tizenhárom szabad barcasági szász falu közötti régi kapcsolatot, mely arra utal, hogy a Német Lovagrend idejéből fennálló szervezettség még akkor is érvényben volt. A 15. században a tatár betöréseket felváltotta a török fenyegetettség, így a szászhermányiak megkezdték egy templomerőd építését, továbbá Brassó várának építésénél is segédkeztek. Ami a templomot illeti, a háromhajós bazilikát a 13. században kezdték építeni román stílusban, azonban nyugati része és tornya már gótikus. A 15–16. század során átépítették a templomot, ekkor késő gótikus és reneszánsz építészeti elemekkel bővült (bár alaprajza és architektonikája változatlan maradt), mai formáját 1595-ben nyerte el. A templomot övező védműrendszert a 15–17. században alakították ki, melynek belső, ovális alaprajzú, tizenkét méter magas és négy méter vastag falát hét torony erősítette. Az erőd belsejében kamrákat létesítettek, ahol a családok biztonságba helyezhették a vagyonukat, és ostrom alatt lakóhelyként is szolgáltak.

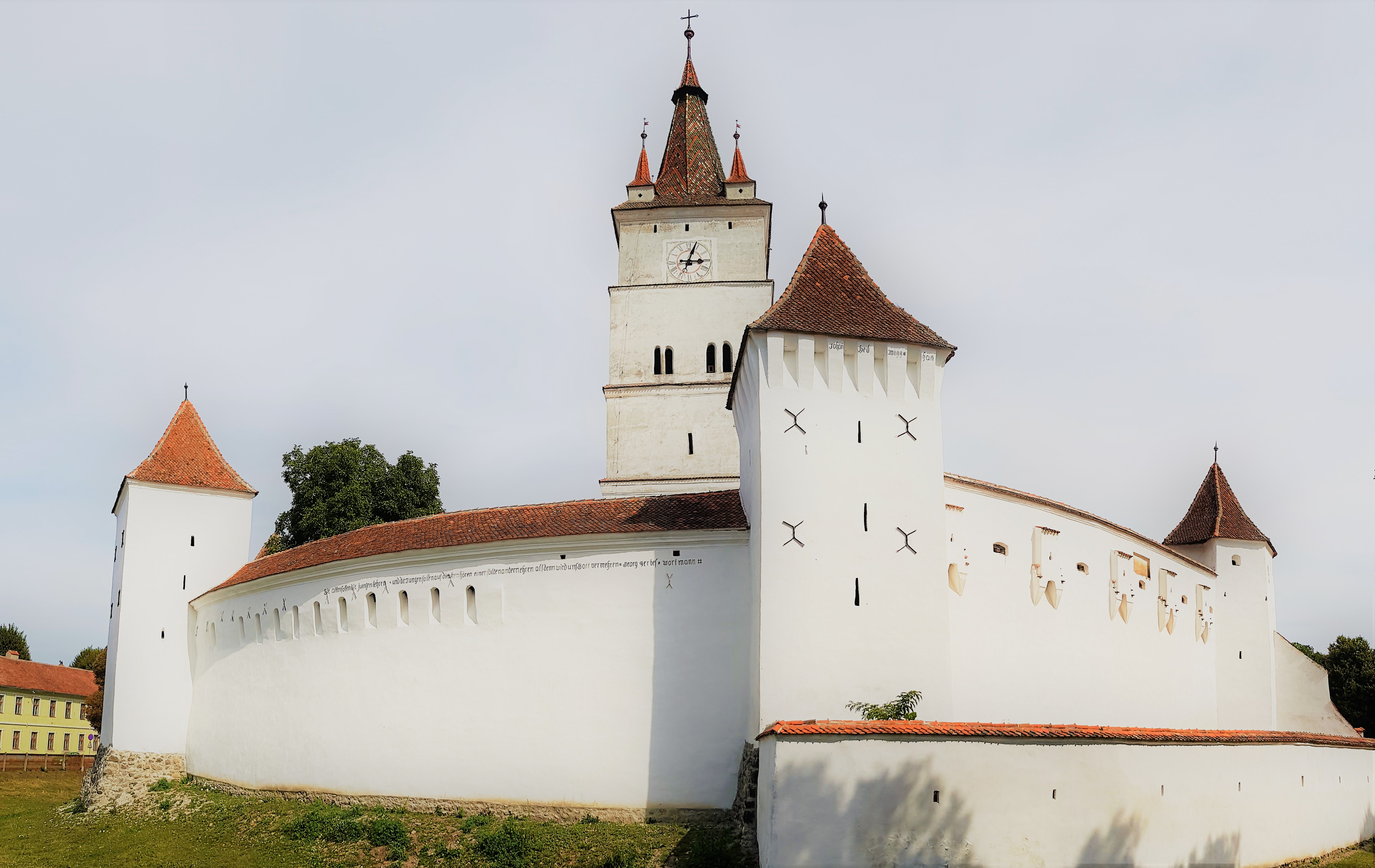
Az erődtemplom

Az ellenálló templomerődben a helyiek számos támadást átvészeltek: 1552-ben Ștefan Rareș, 1600-ban Vitéz Mihály, 1603-ban Giorgio Basta, 1612-ben Báthory Gábor, 1658-ban Michael Ottonello, 1663-ban Dabija vajda seregei ostromolták, de bevenni nem tudták. A 16. században Szászhermányt természeti csapások is sújtották: árvizek (1509, 1533), sáskajárás (1542), pestis (1553, 1572). A Rákóczi-szabadságharc alatt a kurucok egyik tábora Szászhermány közelében volt, és folyamatosan zaklatták, többször kifosztották a falut, a falubírót megölték. 1718–1719-ben pestis söpört végig a Barcaságon, a szászhermányi lakosoknak közel fele meghalt, 96 háztartásból 53 maradt. 1745-ben a tűzvész három utcát, 1755-ben 78 gazdaságot pusztított el; a falut ekkor egy időre felmentették az adófizetés alól, és Brassóból 140 forint segélyt küldtek nekik. 1756-ban ismét pestisjárvány dühöngött, Szászhermány közel egy évig karanténban volt. 1768-ban és 1799-ben újabb tűzesetek okoztak jelentős károkat.
Az 1848–49-es forradalom és szabadságharc alatt Szászhermány környéke több összecsapás helyszíne volt. 1848. december 5-én az Olton átkelő székelyek rövid harc és ágyúzás után megfutamították a Szászhermánynál állomásozó császáriakat, akiknek egy része elmenekült, egy szakasz viszont a templomerődbe húzódott. A székelyek betörték a várkaput és az osztrákok nagy részét lelőtték vagy foglyul ejtették, egyesek viszont kitartottak a templomtoronyban. A harcok alkalmával a falu egy része leégett és elpusztult. 1849 februárjában és márciusában újból megtámadták Szászhermányt a székelyek, azonban orosz és román csapatok visszaverték őket.
1876-ig Szászhermány (a tizenhárom szabad barcasági szász falu egyikeként) Brassó-vidékhez tartozott. Ebben az évben létrehozták Brassó vármegyét, Szászhermányt pedig ennek Alvidéki járásába sorolták be. A faluban több középületet emeltek: 1863-ban postát, 1879-ben fogadót, 1883-ban kocsmát, 1894-ben faluházát, 1897-ben az orvos házát, 1901-ben evangélikus parókiaépületet. A vasút 1891-ben érte el a települést, ekkor nyitották meg a Brassó–Sepsiszentgyörgy–Kézdivásárhely-vasútvonalat, melynek Szászhermányon is van egy állomása.
Az első világháború kitörése után a Szászhermányról besorozott katonák a lengyel és a kelet-porosz fronton harcoltak. Az 1916-os román betörés alkalmával az otthon maradt barcasági szász és magyar lakosok, beleértve a szászhermányiakat, az ország belseje felé menekültek. Szászhermány mellett több csatát is vívtak, október elején a falu és a mellette fekvő Lempes magaslata többször felváltva került a románok és a Falkenhayn vezette németek kezére. A háborúban a falu 52 szász és 50 román lakosa esett el. A második világháborúban elesett és fogságban meghalt szászoknak a templomerődben állítottak emlékművet. A háború utolsó évében a szászok közül sokat munkatáborba vittek, vagyonukat kisajátították. Mindezek ellenére számuk nem csökkent jelentősen, viszont a románok száma néhány évtized alatt megháromszorozódott.
1941-ben Szászhermánytól különvált Szászhermányi-méhkertek (románul Stupinii Hărmanului), azonban ez az 1968-as megyésítéskor ismét beleolvadt Szászhermány faluba. A megyésítés alkalmával hozták létre Szászhermány községet, a községközponton kívül a korábban Háromszék részét képező Vámoshíd tartozik hozzá.
Az 1970-es években számos új házhelyet jelöltek ki. A települések nagy részére jellemző kommunista átformálás elkerülte Szászhermányt: iparosítás nem történt, tömbházakat szinte alig építettek. A lakosok főként Brassóba ingáztak dolgozni. A mezőgazdaság hanyatlani kezdett, azonban a 20. század végén több vállalat telepedett meg itt (textíliák, bőráruk, csapok készítése, kiskereskedelem). Az 1989-es rendszerváltás után a szászok kivándoroltak. A 21. század elején Szászhermány (és Vámoshíd) jelentős fejlődésen ment keresztül a lakóövezetet illetően, jellemző a Brassóból ide (és a többi szomszédos településre) történő elvándorlás.

### Legendák
Egy legenda szerint a barcasági szászok és magyarok úgy jelölték ki a földjeik közötti határvonalat, hogy megegyeztek abban, hogy hajnalban településeikről elindulnak, és ahol találkozni fognak, ott lesz a határ. A brassói, szászhermányi, prázsmári, barcaszentpéteri szászok köleskásával, a hétfalusi magyarok pedig sült libákkal indultak egymás települései felé, a találkozási helynél pedig letették a határkövet, és megvendégelték egymást.
A Kakas-kő legendája szerint a Lempesen található egyik kőszikla forogni kezd, ha éjfélkor a kakas megszólal. A monda egy változata alapján a követ egy óriás hajította vetélytársára, egy másik változat szerint egy Hannes nevű ember változott kővé bolyongása közben.

## Leírása

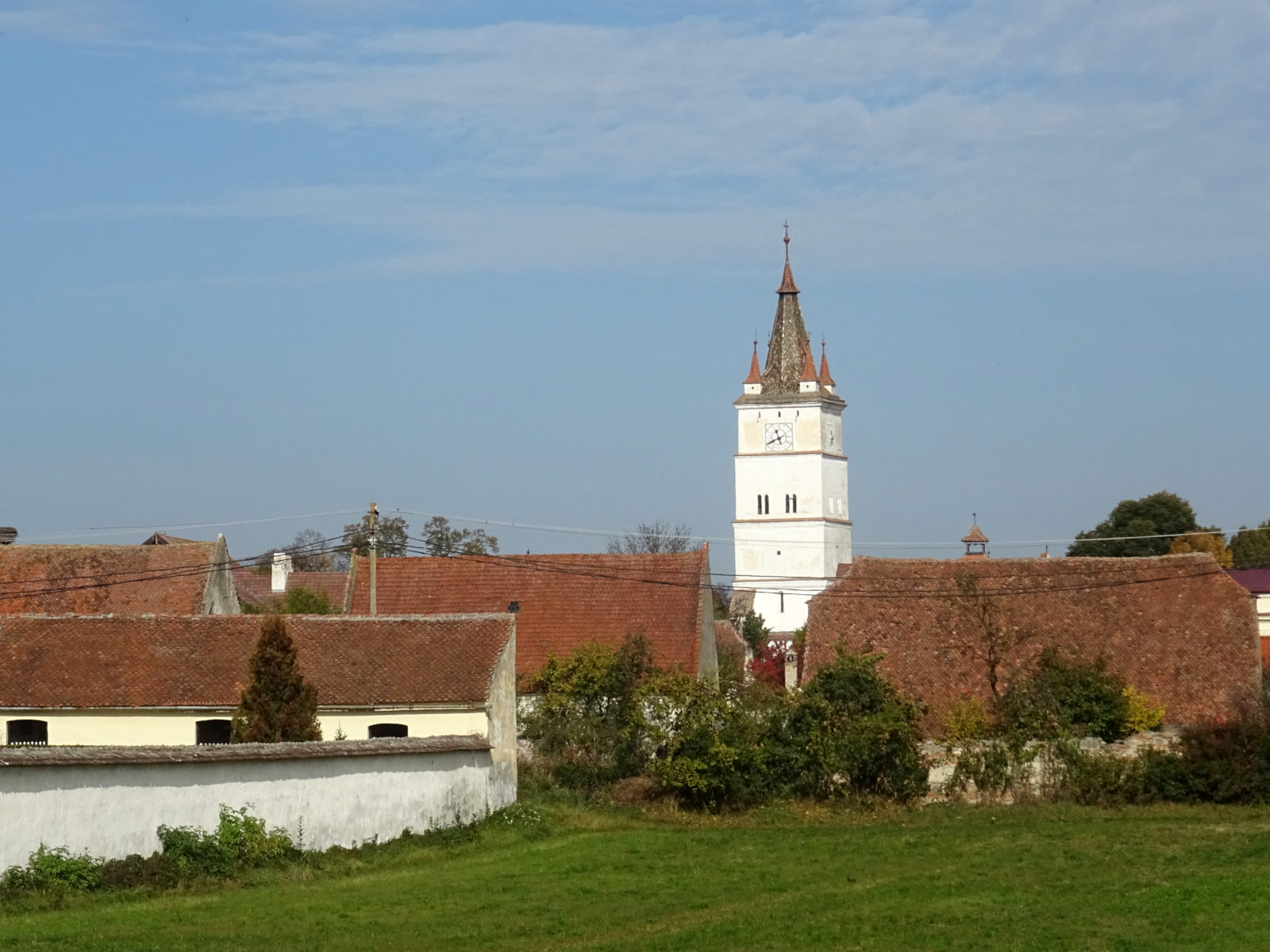
Falukép, balra az evangélikus temető, háttérben a templomtorony

A falu a piactéren álló evangélikus erődtemplom köré szerveződött, innen indulnak ki a fő utcák. Gerincét két párhuzamos, mintegy 2 kilométer hosszúságú kelet-nyugat irányú utca képezi. A román negyed eredetileg a piactértől északra helyezkedett el. Utcaneveket 1645-ben említenek legelőször: Tarthler Gass (Prázsmári utca), Pithersberger Gass (Szentpéteri utca), Graewen Gass (Gróf utca), Mill Gass (Malom utca).
1989 után a település népessége számottevően nőtt, így a falu épületeinek jelentős része új építésű, minőségi kivitelezésű. A régi, főként 19. századi épületek a központban vannak, több közülük javításra szorul. Az erődtemplomon kívül az egyetlen műemlékként nyilvántartott épület a 81. számú lakóház.
A település fő látványossága a központban álló evangélikus templom. A legtöbb barcasági erődtemplomhoz hasonlóan a középkorból származik, belső várfala két méter vastag, 8–10 méter magas, hét toronnyal. A templom a 16. században nyerte el mai formáját, a várfalakon később több beavatkozást végeztek, de így is szinte eredeti formájukban maradtak meg. Az erőd kiemelkedő jelentőségű épülete a keleti vártoronyhoz csatlakozó kápolna, amelynek fennmaradtak középkori freskói. A 21. században múzeum: mind az erőd, mind pedig a templom látogatható.

### Népesség
Kezdetben a lovagrend hagyományai szerint Szászhermány a szomszédos Prázsmárral és Barcaszentpéterrel egy centuriumnak nevezett közigazgatási egységet alkotott (Tartlauer Hundertschaft), ennek megszűnése után a szomszédságokra hárult a közigazgatás megszervezése. 1536-ban négy szomszédságot említenek: Leysch (38 háztartás), Oberst (41), Gyld (38), Myle (43), vagyis összesen 160 háztartás volt a faluban.
A legrégebbi fennmaradt összeírás 1510-ben készült: 132 gazda, hét özvegyasszony, hét szegényember (arem Lewt), egy ház nélküli bérlő (sedler), öt üres ház, egy molnár, egy iskolamester, egy harangozó, valamint kilenc pásztor és bojtár. Az 1526-os évből származik a lakosok legrégebbi névsora és adóerősségük. Ekkor 120 „egész ház” (teljes adót fizető háztartás), 23 „fél ház” (köztük néhány özvegyasszony) és hat üres ház volt. A legtöbb lakos csak a keresztnevén szerepel; a leggyakoribbak a következők: Hans (19), Lörincs (10), Peter (9), Stephin, Jörg, Merlin (8), Tong (7), Paul, Simon (6). A fennmaradt családnevek: Snidirs (Schneider, szabó), Lang, Zeimners, Meschen, Wuerf, Kiuschen, Omen, Czemermas (Zimmermann, ács), Koch, Jobers, Rot, Embers, Fysshercz (Fischer, halász). Egyes nevek származást jelölnek, például Paul von Helecdorf.
Románok jelenlétére legelőször 1655-ben utalnak, ekkor 23 román adófizető volt. 1756-ban a településnek 978 lakosa (741 szász és 237 román) volt, 1787-ben pedig már 1711 lakos (373 háztartás). A románok hagyományosan a falu északi részén laktak. 1754-ben egy román ortodox fatemplom építéséről adnak hírt, azonban ez hamar elromosodott. 1788-ban egy Istenszülő elszenderedésének szentelt, barokk stílusú, kereszt alaprajzú kőtemplomot építettek helyére a brassói Gheorghe Ciurcu kereskedő támogatásával. Legutóbbi átépítése 1932-ben volt.
1814 és 1910 között a falu népessége megduplázódott (1125, illetve 2334 lakos). Különösen a románok száma növekedett: míg 1850-ben a lakosság harmadát tették ki, addig 1910-ben közel felét. A román hatalomátvétel után (és különösen a 20. század második felében) a románok száma folyamatosan nőtt, míg a szászoké 1200 körül stagnált. A 20. század végén a németek kivándoroltak: míg 1977-ben még 1129 szász volt, 1992-ben már csak 241. A 2000-es években jelentősen nőtt a település népessége: a 2011-es népszámlálás szerint 4659 (Vámoshíddal együtt 5402) lakosa volt, melyek közül 4029 román, 226 cigány, 111 magyar, 65 német. Ez azonban nem a természetes növekedésnek, hanem elsősorban a betelepülésnek köszönhető (népességáramlás a városi területekről a vidékiekre a kedvezőbb árak és hitelfeltételek miatt).
A Szászhermányból kivándorolt németek kezdetben Dinkelsbühlben, majd Rothenburg ob der Tauberben rendezték találkozóikat.

### Gazdaság

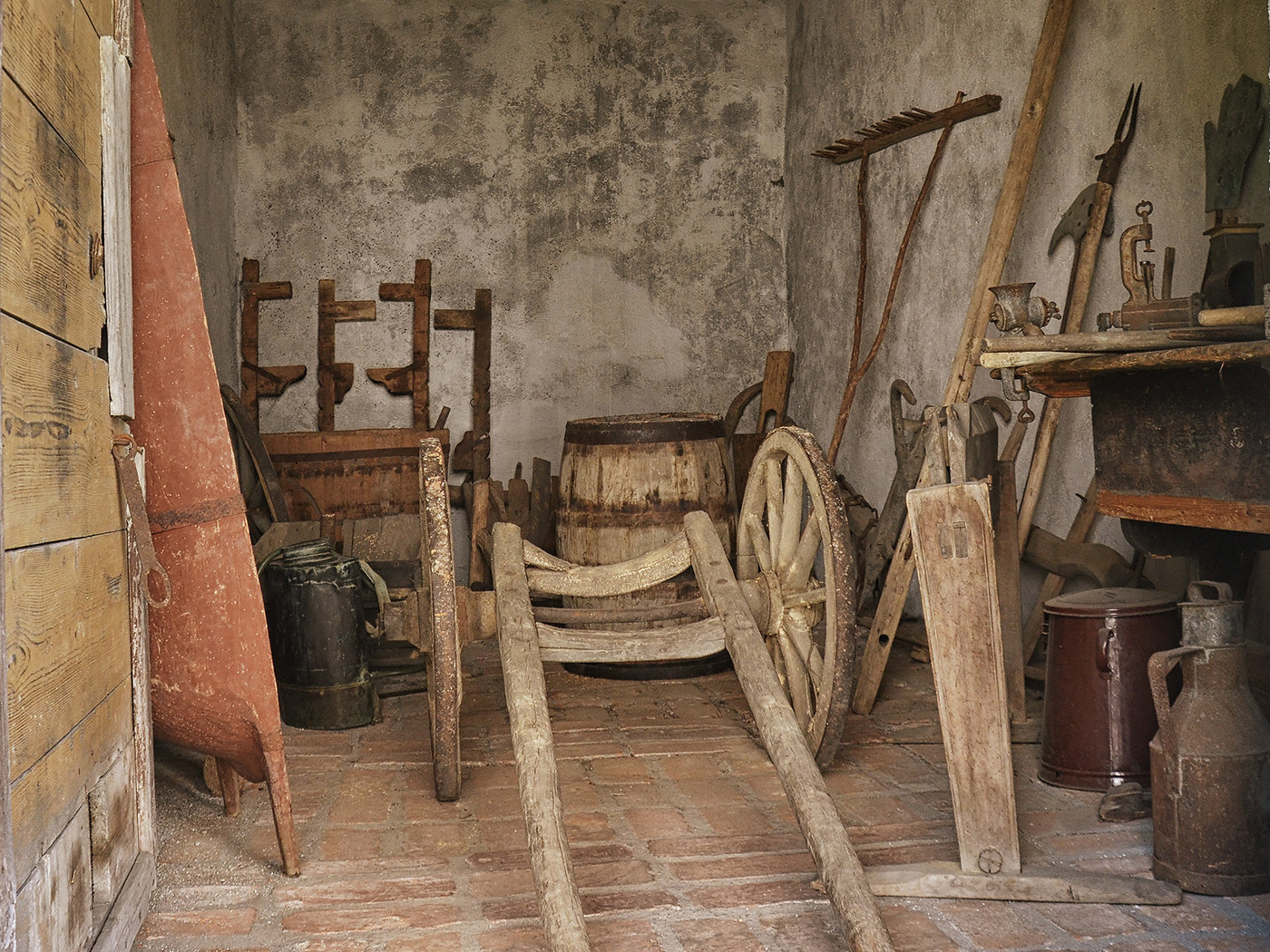
Mezőgazdasági szerszámok (néprajzi kiállítás)

A Barcasági-síkság termékeny vidékét kihasználva, a környező falukhoz hasonlóan a szászhermányiak már a korai időktől mezőgazdasággal és állattenyésztéssel foglalkoztak. A gazdasági növekedés olyan erőteljes volt, hogy 1427-ben vásárhellyé (oppidum) nyilvánították, azonban ezt a jogot ismeretlen okból elvesztette, és a 16. század elején ismét faluként jelenik meg. A földeket kezdetben időközönként újraosztották, annak alapján, hogy hány háztartás volt a faluban (mindegyik egy ún. Landschrichtet kapott), emellett helyet hagyva a közösségi legelőnek is. Egy 1593-as rendelet alapján a gazdák megvásárolhatták földjeiket, 1777-re pedig mindenki földtulajdonos lett.
A kézművesség már a 13. század második felében megjelent, de sosem ért el kimagasló fejlettségi szintet, pusztán a helyi szükségleteket elégítette ki (szövés, malomipar, fazekasság, fém- és famegmunkálás, sörfőzés). A 14. században egy Cristian nevű szabót említenek, a 15. században egy Conrad Lapicida nevű kőfaragót, a 16. században pedig szászhermányi fazekasokat.
1520-ban Szászhermány 5,5 „fizetőházzal” (domus numeralis, mely az egyes települések adózóképességét mutatta) rendelkezett, vagyis a Barcaság egyik vagyonosabb településének számított. A 16. század folyamán ez a szám 4 és 5,5 között ingadozott.
A szász földművesek még a 19. században is két- vagy háromnyomásos gazdálkodást folytattak, és a hagyományokhoz ragaszkodva visszautasítottak mindennemű újítást, annak ellenére, hogy a Gubernium többször szorgalmazta azokat. A növényeket kezdetben a búza, köles, árpa képviselte, a 18. század második felében kendert és lent is kezdtek termeszteni, a 19. század elején pedig meghonosították a kukoricát és (a gazdák kezdeti, hosszas ellenállása után) a burgonyát is. Ezeken kívül a kertekben zöldségeket, gyümölcsöket, takarmánynövényeket is termesztettek. Ami az állatokat illeti, a szászok főként szarvasmarhát és disznót, a románok juhot tenyésztettek. 1835-ben három gabonaőrlő és három köleshántoló malmot említenek. Az 1870-es években a falunak 10 216 hold mezőgazdasági földterülete volt, melyből 7160 hold szántóföld, 1272 legelő, 1254 kaszáló. A fő foglalkozás a földművelés volt, és bár a gazdák jórészt még ekkor is az alacsony hozamú, középkori módszereket alkalmazták, Szászhermány gazdag falunak számított nagy földterületének köszönhetően. A 19. század végén végül megjelennek a korszerű mezőgazdasági gépek: fémeke, földhenger, aprítógép, vetőgép, gőzcséplőgép (megemlítik, hogy 1887-ben egy gőzcséplőgép által előidézett tűzvészben 51 csűr és 28 istálló égett le). A háromnyomásos gazdálkodással csak 1903-ban hagytak fel.
Az 1990-es évek elején még a mezőgazdaság volt a fő foglalkozás, de a 2010-es évekre a gazdálkodás szinte teljesen visszaszorult, a munkaerő közel 70%-a a szekunder szektorban dolgozik (a községben létrehozott kis ipartelepeken, vagy pedig Brassóban, Prázsmáron), a többiek a szolgáltatásban. A dolgozók nagy része Brassóba vagy más településekre ingázik.

### Oktatás és kultúra

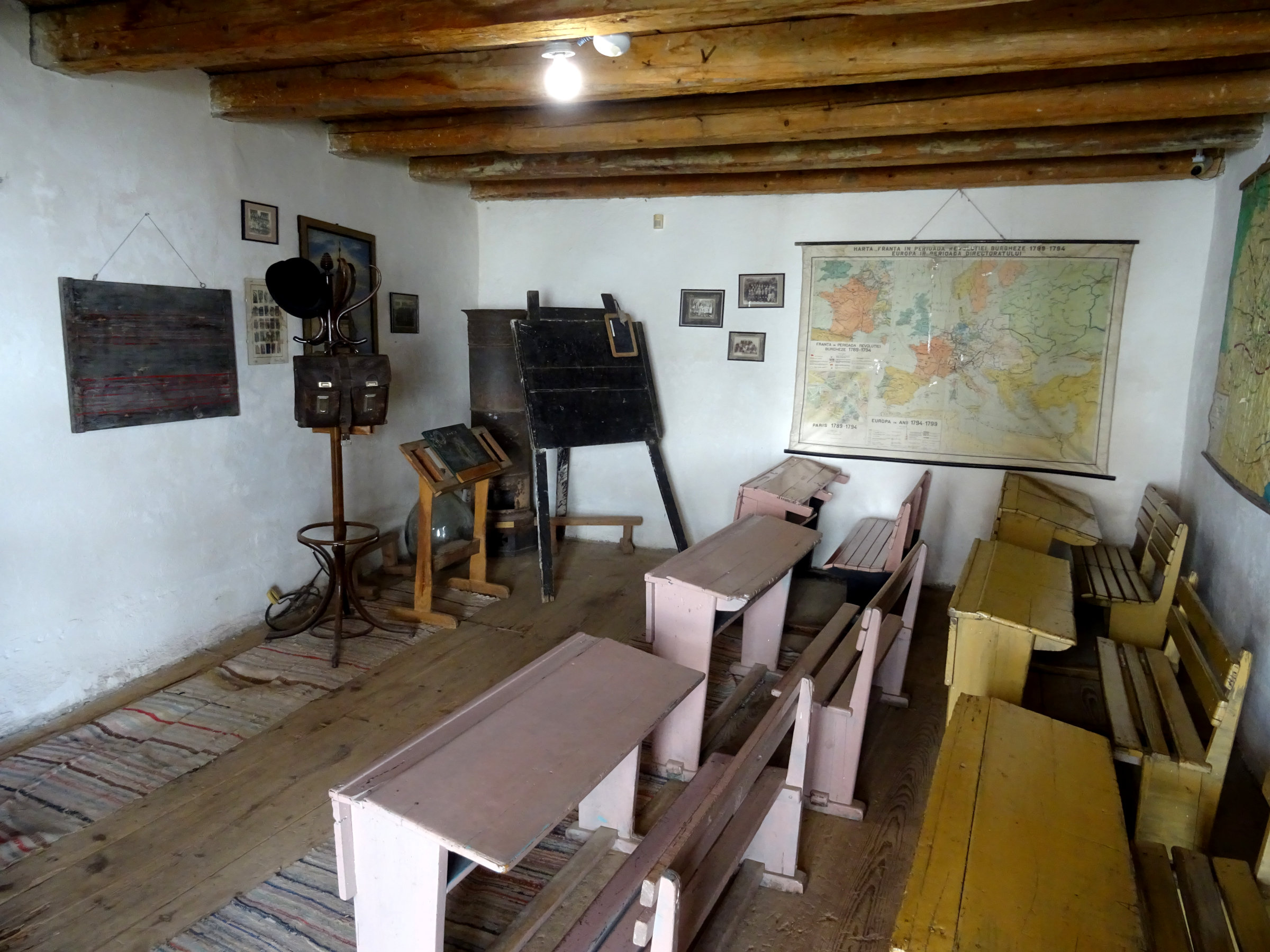
Korabeli osztályterem (néprajzi kiállítás)

Bécsben tanuló szászhermányi diákokat már a 15. században említenek. 1427-ben Antonius de Montemellis a bécsi kollégium diákja volt, majd az 1440-es években szászhermányi plébános. A szóbanforgó időszakban Bécsben tanult még Johannes ex Monte Mellis (1478), Valentinus Frey (1488) és Petrus (1489), Krakkóban pedig Johannes Marci (1490). Iskolamesterről legelőször 1510-ben adnak hírt. 1711-ben három szász oktatót említenek, 1761-ben pedig román oktatást is. 1762-ben 250 iskoláskorú gyerek volt a faluban, de Andreas Teutsch dékán feljegyzése szerint csak 97 (54 lány és 43 fiú) járt iskolába. 1781-ben felépítik az evangélikus iskolaépületet.
A 19. században az evangélikus iskolában három, majd 1852-től négy tanár oktatott. 1871-ben bevezették a Georg Paul Binder által felvázolt szabályzatot, mely szerint a lányok 8, a fiúk 9 éves koruktól iskolakötelesek, az általános iskolában oktatott tantárgyak pedig a vallás, írás-olvasás, számtan, mértan, földrajz, történelem, környezetismeret, zene, rajz, fogalmazás. A fiúk és a lányok külön osztályokba jártak, csak 1873-tól lettek koedukált osztályok. Ami a román oktatást illeti, 1865-ben két, 1867-ben három tanárt említenek, az oktatás pedig hat éves volt. A román iskolaépületet 1876-ban emelték. 1880-ban a falu 2039 lakosából 1178 tudott írni-olvasni.
A 2010-es években egy iskola és egy óvoda működött a településen, a tanuló gyerekek száma (Vámoshíddal együtt, ahol egy további iskola és óvoda van) 2010-ben 386 volt. A helyi iskolákba az iskolaköteles gyerekeknek csak 77%-a (általános) illetve 50%-a (középiskola) jár, a különbséget a Brassóban tanulók és az iskolaelhagyók teszik ki. Szakképző intézmények nincsenek.
Ami a kultúrát illeti, az erődtemplom kiállításain kívül a településen még van egy kisebb helyi múzeum, egy kultúrház (itt működik a Vatra Hărmanului népi együttes), és egy könyvtár. A faluban van futball- és kézilabdapálya, de nincs olyan infrastruktúra, amely lehetővé tenné, hogy az emberek szabadidejükben sportolhassanak. Az Înfrățirea Hărman sportklub 1949-ben alakult.
Évente megrendezett ünnepek a Szászhermányi napok (augusztus 15), Majális (Arminden, május 1), az őszi termésünnep (október), és a „tollas bál”, amely január első hetében a besorozott fiatalok indulását eleveníti fel.

## Képek

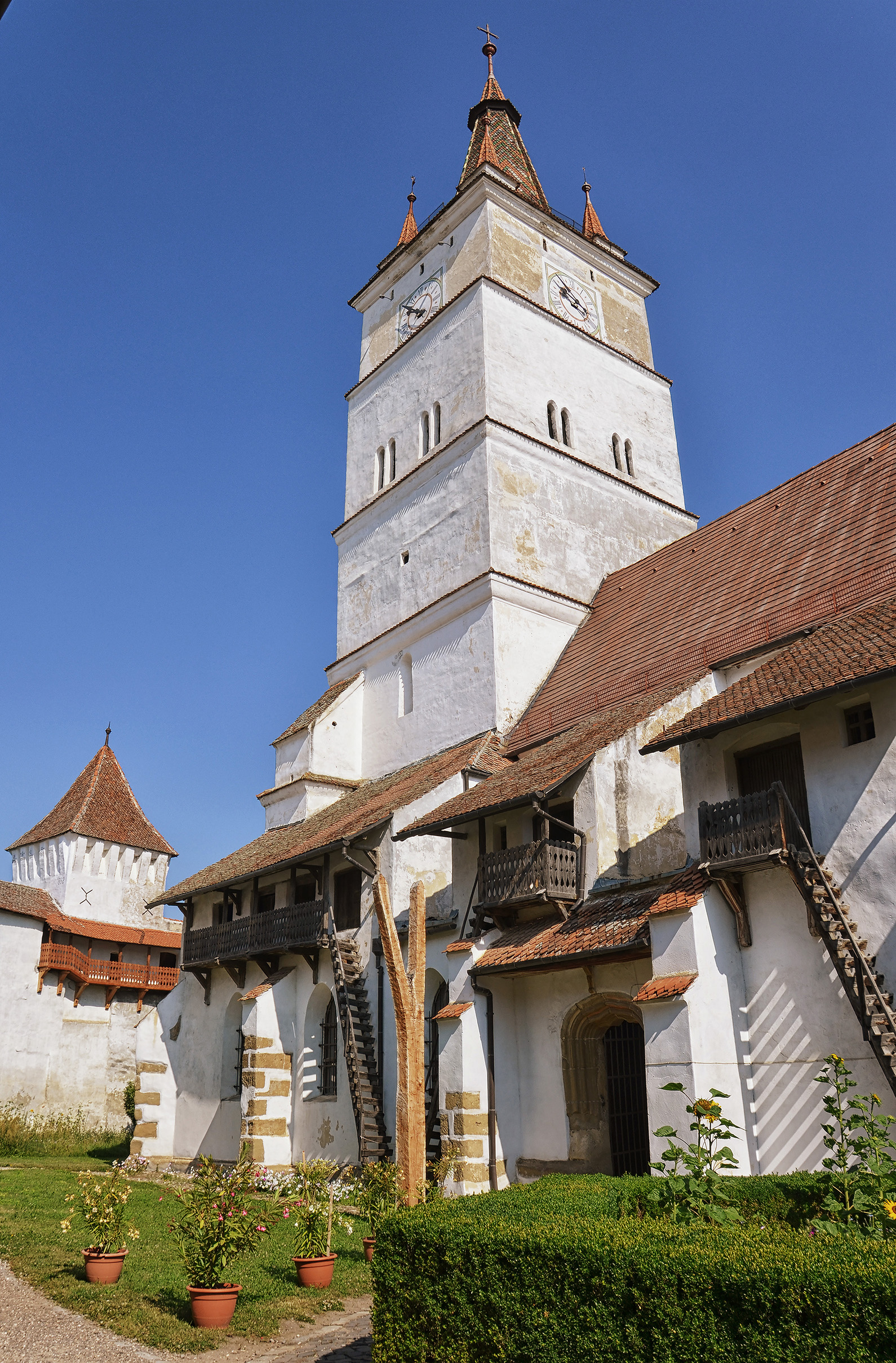
Az evangélikus templom
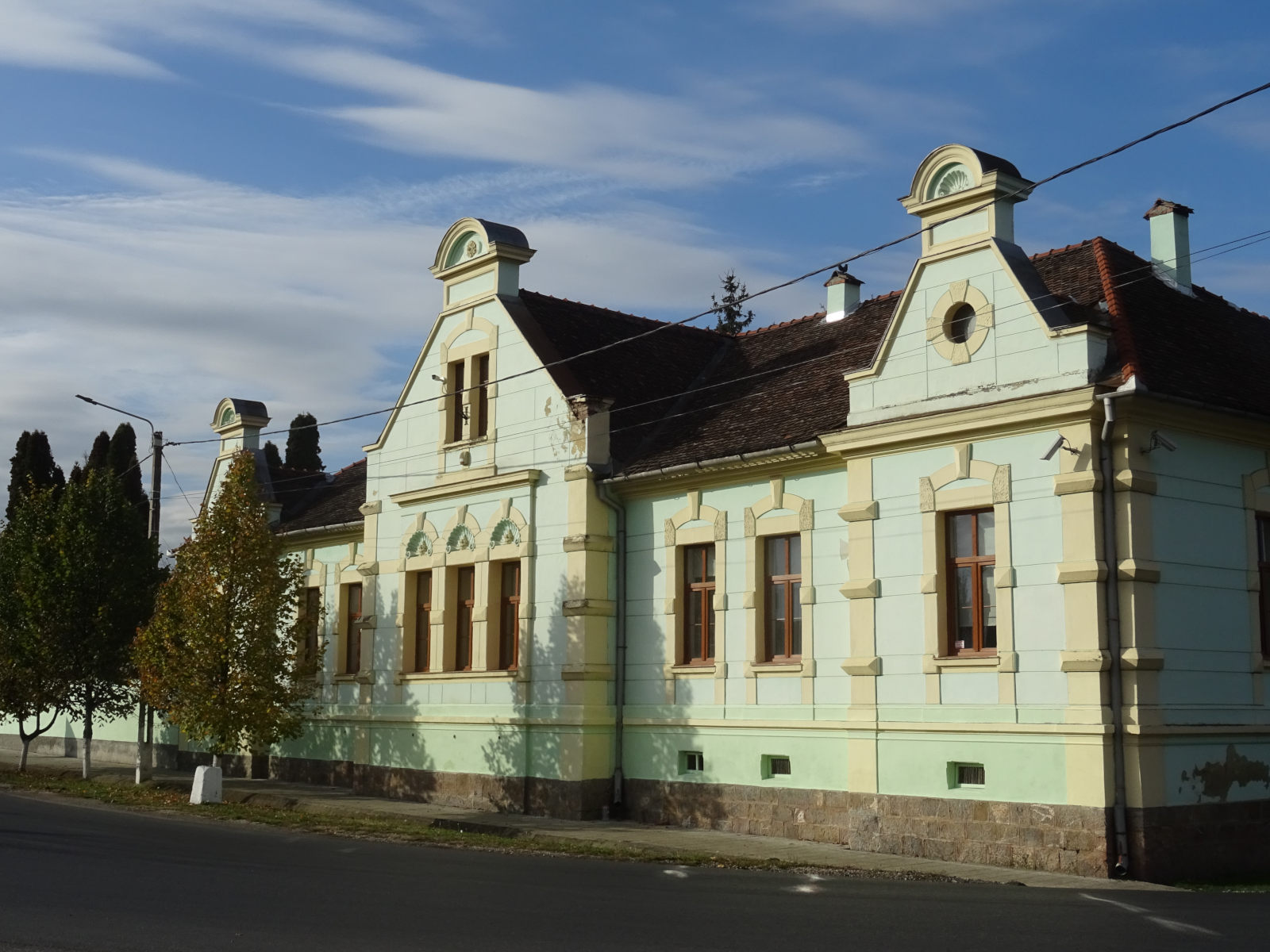
Az evangélikus parókia épülete
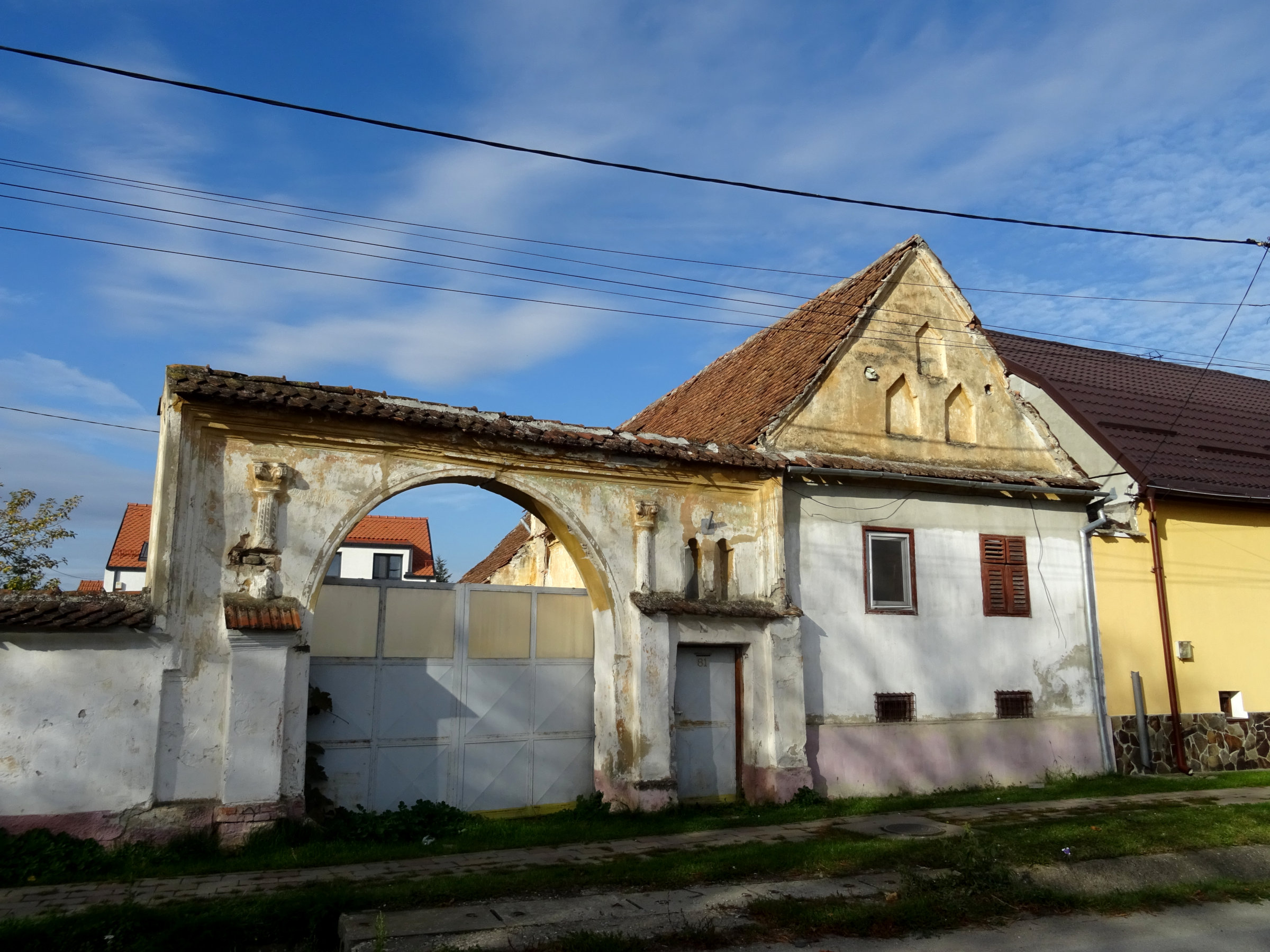
A 81. számú műemlék épület
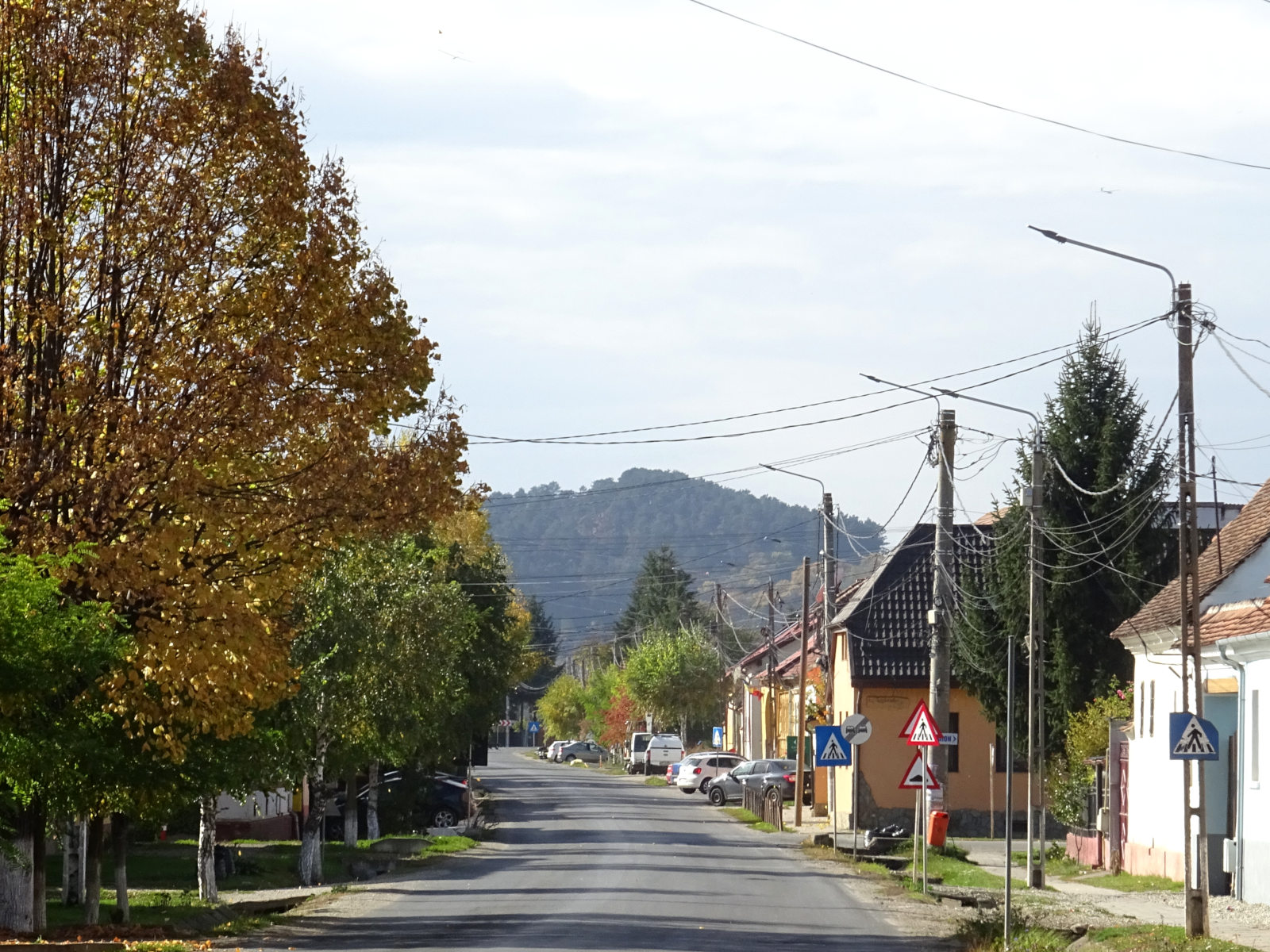
Főutca
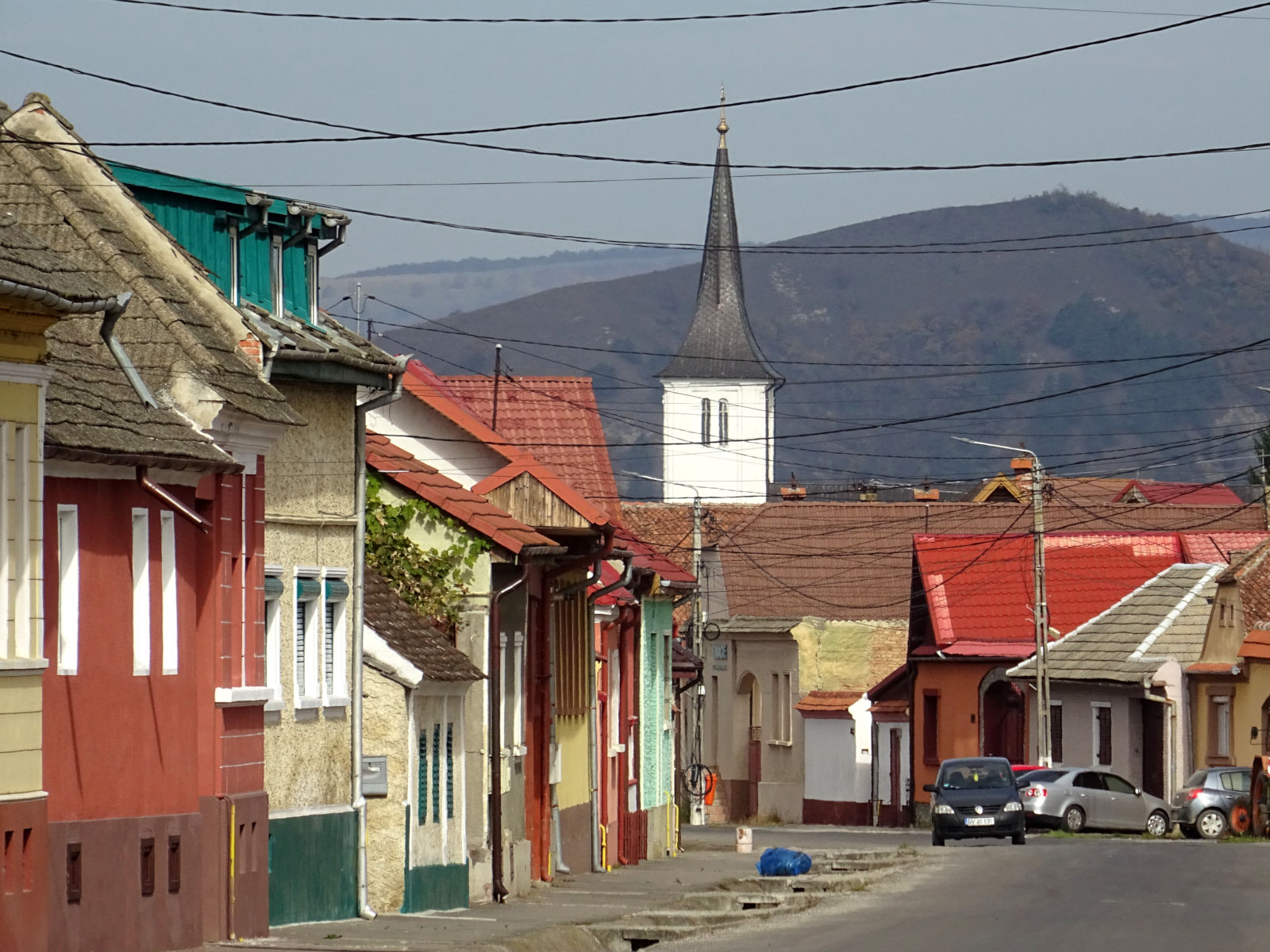
Az egykori román negyed